# Surge Narrows Provincial Park
Der Surge Narrows Provincial Park (auch Surge Narrows Park) ist ein etwa 515 Hektar (ha) großer Provincial Park in den südlichen Küstengewässern der kanadischen Provinz British Columbia, verteilt auf mehrere Inseln der Inselgruppe der Discovery Islands.
Bei dem Park handelt es sich um einen sogenannten backcountry park. Diese Parks haben üblicherweise keine direkte Anbindung an eine offizielle Straße und sind oft nur über Schotterpisten oder Holzfällerstraßen zu erreichen. Dieser Park ist auf Grund seiner Lage hauptsächlich auf dem Wasserweg zu erreichen. Dabei sind die Wasserwege um die namensgebenden „Surge Narrows“, den Gezeitenstromschnellen zwischen den Inseln im Park, für ihre hohe Strömungsgeschwindigkeit bekannt.

## Anlage
Der Park liegt im Strathcona Regional District, auf verschiedenen Inseln der Discovery Islands. Er erstreckt sich von der Südwestspitze von Maurelle Island über mehrere Inseln der Settlers Group, jedoch nicht deren Hauptinsel Sturt Island, bis zur Ostküste von Quadra Island. Der Park umfasst dabei aktuell 206 ha Landfläche und 309 ha Gewässer beziehungsweise Litoralzone.
Bei dem Park handelt es sich um ein Schutzgebiet der IUCN-Kategorie II (Nationalpark).
Der Park verfügt über keine touristische Infrastruktur. Es gibt daher im Park auch keine ausgewiesenen Campingplätze, jedoch ist das Wildnis-Camping erlaubt.

## Geschichte
Der Park wurde am 30. April 1996 als einer der Provincial Parks in British Columbia, mit einer Fläche von 586 ha, eingerichtet. Im Laufe der Zeit wurden dabei sowohl seine Größe wie auch sein Schutzstatus geändert. Zuletzt wurde im Jahr 2004 sein Schutzstatus und seine Fläche geändert.
Wie jedoch bei fast allen Provinzparks in British Columbia gilt auch für diesen, dass die Gegend, lange bevor sie von europäischen Einwanderern besiedelt oder sie Teil eines Parks wurde, in diesem Fall Jagd- und Fischfanggebiet verschiedener Gruppen der First Nations war. Die historische Nutzung des Gebietes wird auch durch zwei archäologische Stätten im Park dokumentiert.

## Flora und Fauna
Mit dem Biogeoclimatic Ecological Classification (BEC) Zoning System wird das Ökosystem von British Columbia in verschiedene biogeoklimatische Zonen eingeteilt. Biogeoklimatische Zonen zeichnen sich durch ein grundsätzlich identisches oder sehr ähnliches Klima sowie gleiche oder sehr ähnliche biologische und geologische Voraussetzungen aus. Daraus resultiert in den jeweiligen Zonen dann grundsätzlich auch ein sehr ähnlicher Bestand an Pflanzen und Tieren. Innerhalb dieser Systematik wird der Park der Coastal Western Hemlock Zone zugeordnet.
Mit seinen starken Gezeitenwechseln und vielen Riffen bietet das Meer im Park ideale Bedingungen für zahlreiche Arten von Meereslebewesen, darunter auch für alle fünf in der Provinz heimischen pazifischen Lachsarten.